# Setmana Santa a Alzira

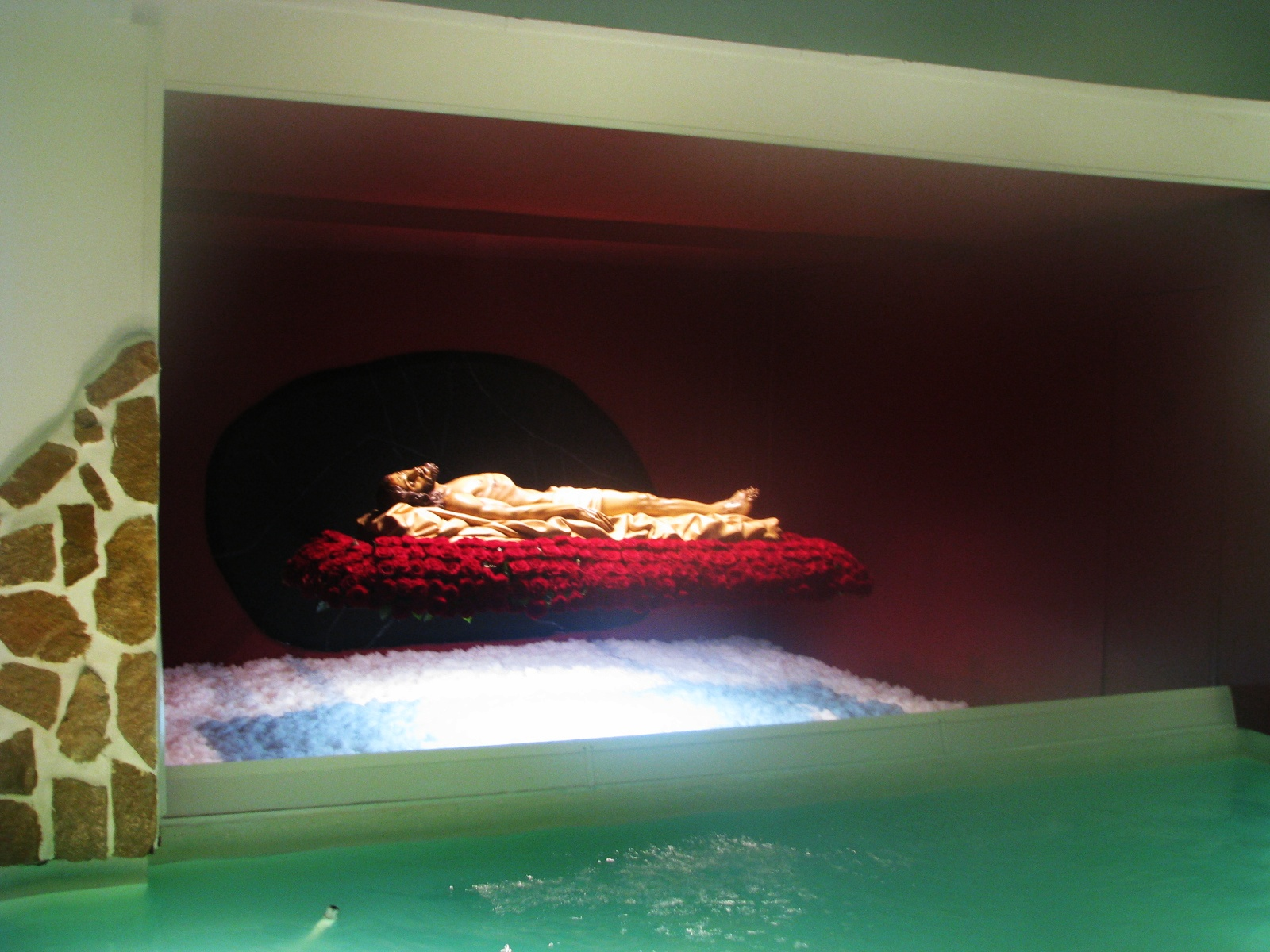
Premi Dosel 2009.

La Setmana Santa d'Alzira, declarada d'Interés Turístic Nacional, és una festa religiosa celebrada a la ciutat d'Alzira, a la Ribera Alta, que commemora la passió i mort de Jesucrist. Els seus inicis es remunten al segle xvi. En l'actualitat compta amb dihuit confraries i germandats, i amb vint-i-cinc passos processionals.
L'òrgan rector de les festivitats és la Junta de Germandats i Confraries de Setmana Santa, que agrupa a les mateixes i coordina tots els actes. Els òrgans de govern són l'Assemblea General, que tria el president i aprova la gestió, i la Junta Directiva que executa els acords de l'assemblea.

## Orígens
Els orígens de la Setmana Santa d'Alzira els trobem en l'època medieval, en la qual es registren les primeres solemnitats pròpies de la passió i mort de Crist. No obstant això, és la fundació de la capella de la Sang la que dona origen a la primera confraria al segle xvi, anomenada de la Preciosíssima Sang del nostre Senyor Jesucrist.
Aquesta Confraria tindria com a imatge titular a Crist (segurament un Ecce Homo). Amb el pas del temps va haver d'incorporar-hi una imatge de Maria, de manera que va començar a conéixer-se com de la 'Mare de Déu de la Soledat o de la Preciosíssima Sang del nostre Senyor Jesucrist', testimoni documental d'això es troba en la portada del llibre d'actes de la Confraria de la Soledat que data de 1862. La notícia més antiga que constata l'existència de la Mare de Déu de la Soledat és de l'any 1780, és a dir, després de molts anys d'existència de la Confraria de la Preciosíssima Sang amb la seua imatge titular.

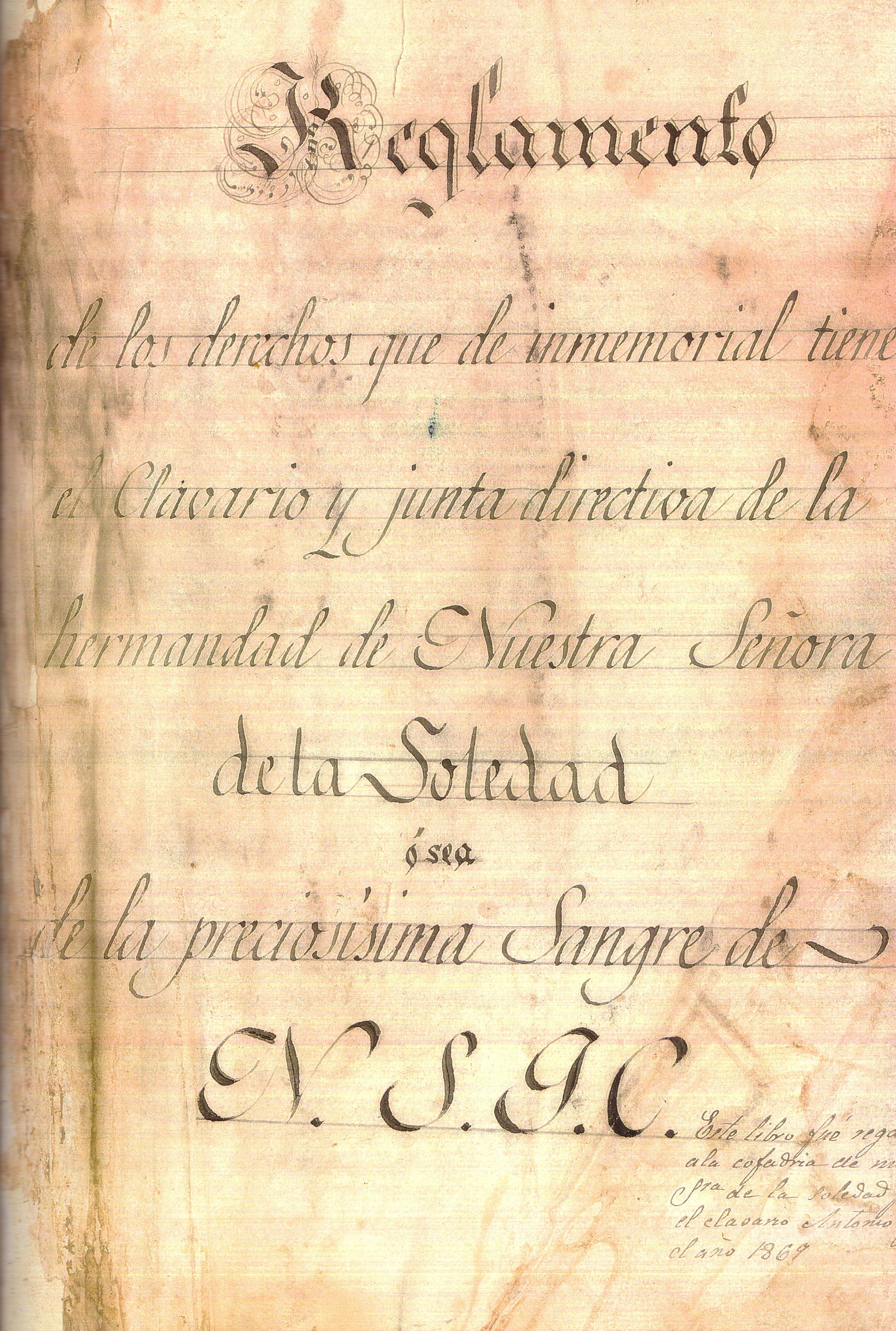
Llibre d'Actes Arxiconfraria Mare de Déu de la Soledat i de la Preciosísisma Sang del nostre Senyor Jesucrist

Durant segles, els Confrares de la Preciosíssima Sang del nostre Senyor Jesucrist van ser els encarregats d'assistir de les seues necessitats bàsiques als reus de mort durant els dies que estigueren en 'Capella' abans de la seua execució.
Existeix en aquesta Confraria el reglament pel qual es regien els confrares destinats a aquests menesters que regulava amb tota mena de detalls la forma de conducta, des de la recollida de l'almoina pel veïnat, fins a la forma en què havia de presentar-se i servir-se el menjar que li havien de preparar al condemnat.
En aquest llibre d'actes denominat dels Germans de La nostra Senyora de la Soledat, és a dir, de la Preciosíssima Sang del nostre Senyor Jesucrist, es detallen 3 assistències a reus de mort en els anys 1864, Diego Baeza; 1882, Vicente Balaguer Pérez; i 1893, Mariano Grau Rodríguez.
Segons Aureliano J. Lairón Pla, Cronista Oficial d'Alzira, en una primera hipòtesi, la Confraria de la Preciosíssima Sang del nostre Senyor Jesucrist va poder tindre com a titular un Crist Crucificat, que aquest autor va denominar en un article publicat el 1999, en el Llibre Programa de la Confraria, com "Crist Crucificat de la Sang".
Amb el pas del temps, aquest autor reconsidera la seua primera hipòtesi que creu errònia, perquè les seues posteriors recerques conclouen que la imatge titular de la Capella de la Sang va ser el Santíssim Ecce Homo. El principal argument en què fonamenta aquesta afirmació l'esmentat Cronista és l'existència a Alzira el 1791 de la "Capella del Santíssim Ecce Homo" segons l'informe sobre la Diòcesi Valentina de l'Arquebisbe de València, Francisco Fabián i Fur. També reforça l'afirmació el deure que tenia la Confraria de la Preciosíssima Sang del nostre Senyor Jesucrist d'"emparar els ofegats i assassinats, estenent un drap encarnat sobre els seus cossos i donar-los sepultura", de manera que aquest drap encarnat és un record de la capa que l'Ecce Homo portava sobre les seues espatles, color que encara hui vesteixen els confrares de l'Ecce Homo.
Així doncs, la Confraria de la Preciosíssima Sang del nostre Senyor Jesucrist va ser la Confraria primigènia, matriu de la qual van derivar diverses confraries, algunes de les quals perduren en l'actualitat, com la Confraria de la Mare de Déu de la Soledat, que segons moments històrics ha mantingut en el seu nom el d'aquella, o la Confraria del Santíssim Ecce Homo que posseeix la imatge titular d'aquella, així com el color roig de la Sang. Precisament la Confraria del Santíssim Ecce Homo, el gener de 2014, va procedir a la col·locació i benedicció d'un panell ceràmic amb la imatge de l'Ecce Homo en l'històric enclavament de la Capella de la Sang per commemorar que va ser la imatge titular d'aquesta Capella.
Durant quatre segles, la Setmana Santa d'Alzira ha evolucionat i ha augmentat el nombre de confraries, fins i tot algunes són substitutes d'altres anteriors. La imatgeria actual és d'època posterior a la Guerra Civil Espanyola, ja que la majoria de les imatges van perir durant la contesa. Entre la imatgeria dels actuals passos trobem obres d'Antonio Ballester, Carmelo Vicent, Antonio Rodilla Rabasa i Royo, Rausell i Llorens, i Gaspar i Pérez, entre d'altres.

## El pregó
El pregó de la Setmana Santa d'Alzira és l'acte que inicia les celebracions. Consisteix en una multitudinària conferència de caràcter cultural i religiós que compta amb una personalitat del món acadèmic, periodístic, cultural, religiós, literari, etc. Aquesta tradició, que es va perdre amb el temps, va ser recuperada els anys 1980. Alguns dels pregoners més cèlebres que han presidit aquest acte han sigut el cardenal Vicente Enrique i Tarancón, el polític Gregorio Peces-Barba, els periodistes Joaquín Calvo Sotelo, Matías Prats Cañete, Tico Medina, Fernando Ónega i Pilar Urbano, els presentadors de televisió José Antonio Maldonado i Ernesto Sáenz de Buruaga, l'escriptor i acadèmic Bernat Montagud o la pintora Elena Negueroles.

## Les processons

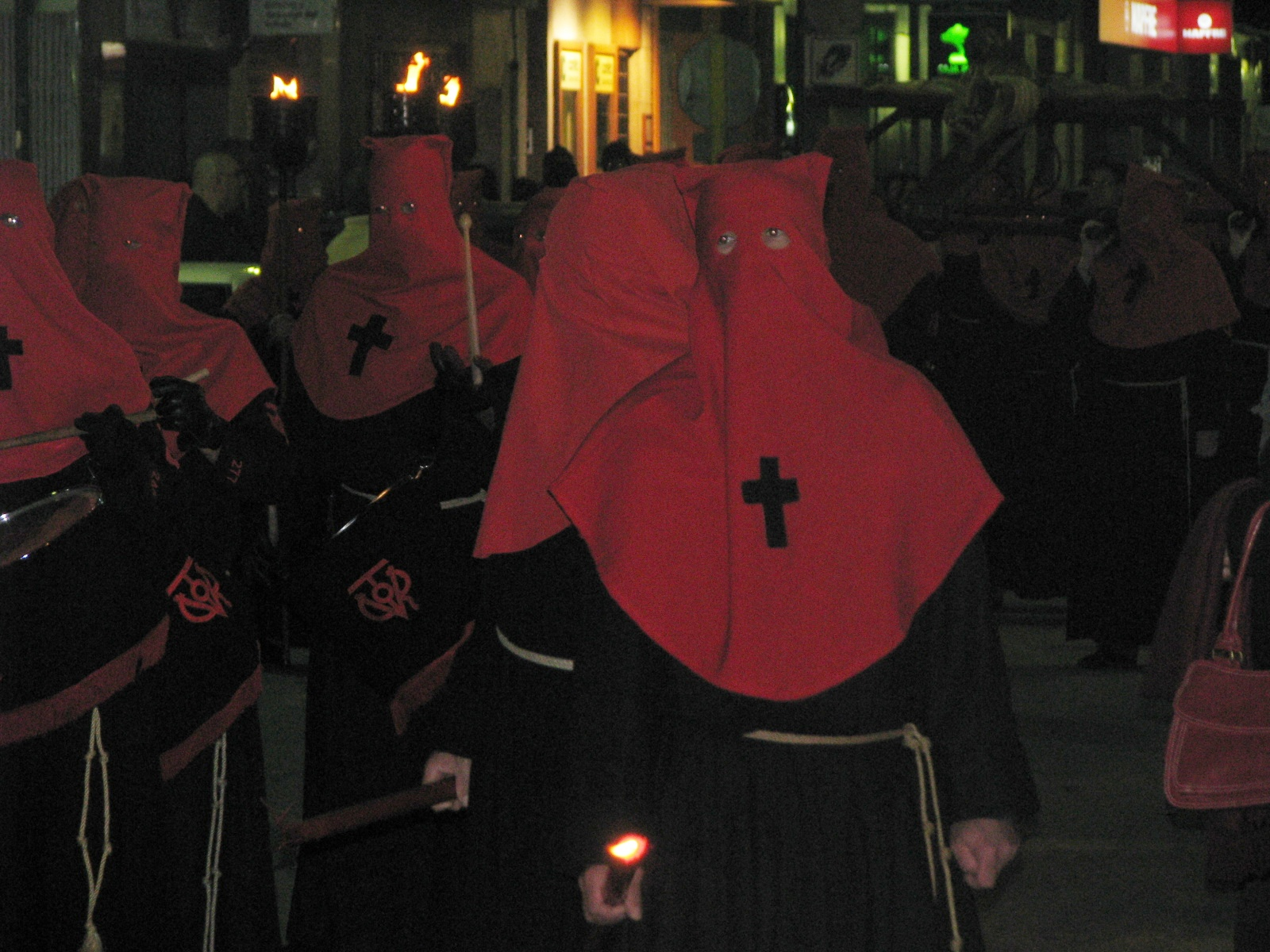
Viacrucis de la germandat del Sant Sepulcre, el dijous sant.

Les processons i trasllats de la Setmana Santa alzirenca són les següents:
- la trobada dels passos del davallament i la dolorosa el divendres de dolors, previ al diumenge de rams, en l'anomenada nit de les miradetes, en els quals segons la tradició els enamorats es declaren el seu amor fent-se l'ullet.
- la processó del diumenge de rams, en la qual un grup de confrares representa l'entrada de Crist muntat en ase a Jerusalem amb l'abillament característic, que finalitza a l'església arxiprestal de Santa Caterina.
- Els Viacrucis del dijous sant, celebrats per diverses confraries i germandats.
- la processó del silenci, que se celebra la matinada del divendres sant.
- la processó general del sant enterrament, que se celebra la vesprada del divendres sant, en la qual hi participen els vint-i-cinc passos amb què compten les confraries i germandats de la Setmana Santa d'Alzira. Travessa la ciutat de nord a sud, partint del marge del riu Xúquer al barri de la Vila. És la que més públic congrega (s'estima en més de quaranta mil espectadors).[7]

Des del diumenge de rams fins al dimecres sant, les diferents confraries realitzen actes processionals cada nit denominats trasllats durant els quals traslladen els passos en processó fins al local que els clavaris, que apadrinen el pas durant aquest any, han disposat per a la seua contemplació pel públic fins al divendres sant, dia en què tornen a eixir per a la processó general del sant enterrament.

## Els dossers

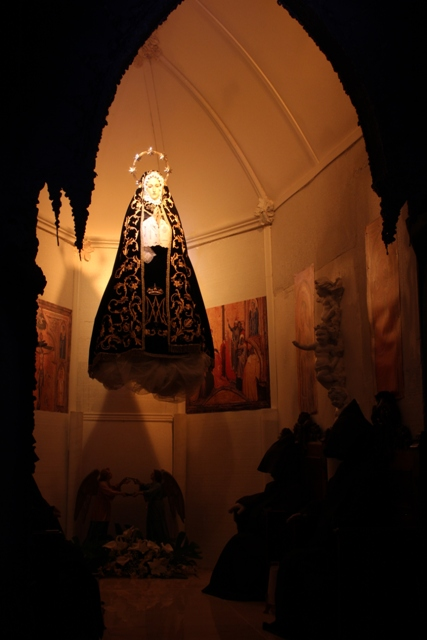
Dosser guanyador del Segon Premi, any 2014.

La representació de les escenes de la passió en locals oberts al públic durant tota la setmana santa, anomenats dossers, constitueix un element característic de la Setmana Santa d'Alzira.
Inicialment, els dossers van ser ornaments a base de teles i flors amb els quals s'engalanaven les plantes baixes de les típiques cases de la població.
Amb el pas del temps i partint d'aquest costum d'ornamentar les imatges en custòdia per part dels Clavaris, la recreació de les escenes bíbliques, dotades del major realisme, i les ambientacions de gran impacte, fins i tot amb jocs de llums i sons o música, s'han convertit en un important element de les festes, que congrega multitud de turistes i visitants, i desperta gran expectació, atès que es premia als més artístics.
Entre les Germandats i Confraries que més premis han obtingut es troben la de la Mare de Déu de la Soledat i de la Preciosíssima Sang del nostre Senyor Jesucrist, la Mare de Déu dels Dolors, Jesús Natzaré, Captura del Senyor, Sant Sopar, Sant Sepulcre o Davallament de la Creu entre d'altres.

## Confraries i germandats

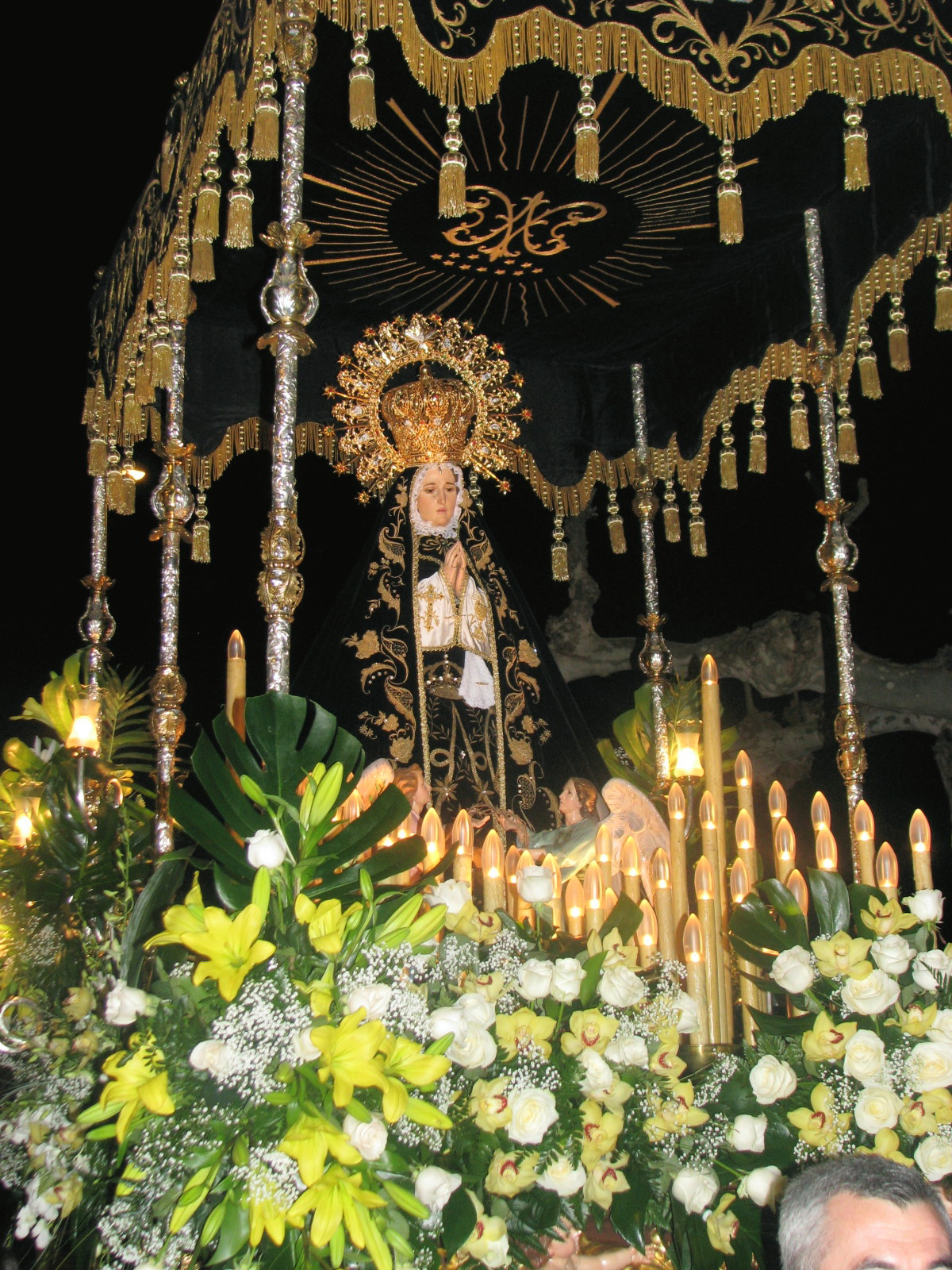
La nostra Senyora de la Soledat.

- Germandat del Sant Sopar. Fundada el 1966.
- Germandat del Sant Calze. Fundada el 1984.
- Confraria de l'Oració de Jesús a l'Hort. Fundada al segle xviii.
- Confraria de la Captura del Senyor i Mare de Déu de l'Esperança. Fundada el 1952.
- Confraria Crist en la Columna. Fundada en 1783.
- Confraria de la Coronació d'Espines. Fundada el 1960.
- Confraria del Santíssim Ecce-Homo. Té el seu origen en la Confraria de la Preciosíssima Sang de Nostre Senyor Jesucrist (fundada al Segle XVI) i l'Ecce-Homo és la imatge titular d'aquesta Confraria a la Capella de la Sang.
- Molt Il·lustre Arxiconfraria de Jesús Natzaré i La nostra Senyora del Sufragi. Fundada en 1753.
- Reial Germandat de la Santa Faç del Senyor. Fundada el 1949.
- Germandat Esportiva del Sant Espoli i Mare de Déu del Perdó. Fundada el 1950.
- Confraria de la Crucifixió del Senyor a la Creu. Fundada el 1978, hereva de la Confraria de la Santa Cruz, fundada en 1870.
- Germandat de Cavallers de Crist Crucificat en l'Agonia. Fundada el 1955.
- Germandat de Maria Mare. Fundada el 1998.
- Confraria del Davallament de la Creu. Fundada en 1801.
- Reial Confraria Mare de Déu dels Dolors. Fundada en 1782.
- Germandat de Santa Maria Magdalena camí del Sepulcre del Senyor. Fundada el 1998.
- Germandat de Cavallers del Sant Sepulcre. Fundada a la fi del segle xix.
- Confraria Mare de Déu de la Soledat i de la Preciosíssima Sang del nostre Senyor Jesucrist. L'origen més antic datat documentalment de la Confraria de la Preciosíssima Sang del nostre Senyor Jesucrist (de la qual aquesta deriva) és de 1.539. A més, 1798 és l'any de la notícia més antiga que constata l'existència de la Mare de Déu de la Soledat.

En total, les confraries posseeixen vint-i-tres dels vint-i-cinc passos, ja que dos d'ells no pertanyen a cap d'elles: el Santíssim Crist Crucificat, propietat del municipi, i La Santa Creu, propietat de la Junta de Germandats i Confraries.

## Gastronomia
La gastronomia típica d'aquestes dates presenta al comensal plats i guisats freturosos de carns i derivats d'origen animal. Entre les receptes més tradicionals trobem les mandonguilles de bacallà, l'arròs al forn de panses i cigrons o la paella de coliflor. El dolç més tradicional és l'arnadí, d'origen àrab, que és un pastís de carabassa o moniato fornejat amb pinyons i sucre.